# Thirst
Thirst (hangul: 박쥐, Bakjwi), conocida en Latinoamérica como Sed de Sangre es una película coreana de terror de 2009, escrita y dirigida por Park Chan-wook. Está basada en la novela Thérèse Raquin, de Émile Zola.

## Historia
Sang-hyun es un sacerdote católico que trabaja como voluntario en el hospital y brinda ministerio a los pacientes. Es muy respetado por su fe inquebrantable y su servicio dedicado, pero en secreto sufre sentimientos de duda y tristeza. Sang-hyun se ofrece como voluntario para participar en un experimento para encontrar una vacuna contra el mortal virus Emmanuel (EV). Aunque el experimento falla y Sang-hyun está infectado con la enfermedad aparentemente fatal, se recupera completa y rápidamente después de recibir una transfusión de sangre.
La noticia de su maravillosa recuperación se difunde rápidamente entre los devotos feligreses de la congregación de Sang-hyun, y comienzan a creer que tiene un don milagroso para curar. Pronto, miles más acuden en masa a los servicios de Sang-hyun. Entre los nuevos feligreses se encuentran Kang-woo, el amigo de la infancia de Sang-hyun, y su familia. Kang-woo invita a su viejo amigo a unirse a la noche semanal de mahjong en su casa, y allí, Sang-hyun se siente atraído por la esposa de Kang-woo, Tae-ju. Sang-hyun más tarde recae en su enfermedad y se despierta con una necesidad extrema de refugio de la luz del sol, habiéndose convertido en vampiro.
Al principio, Sang-hyun siente un nuevo vigor, pero pronto se horroriza al encontrarse bebiendo sangre de un paciente en coma. Después de intentar suicidarse, Sang-hyun se siente irresistiblemente atraído por la sangre humana. Para empeorar las cosas, los síntomas de EV regresan y solo parecen desaparecer cuando bebe sangre. Tratando desesperadamente de evitar cometer un asesinato, Sang-hyun recurre a robar paquetes de transfusiones de sangre del hospital.
Tae-ju, que vive con su marido enfermo y su suegra sobreprotectora, la Sra. Ra, lleva una vida aburrida. Se siente atraída por Sang-hyun y su físico, y es incapaz de resistir los extraños deseos que tiene por él. Los dos comienzan una aventura, pero cuando Tae-ju descubre la verdad sobre Sang-hyun, se retira con miedo. Cuando Sang-hyun le ruega que se escape con él, ella lo rechaza, sugiriendo que maten a su esposo en su lugar.[5]
Cuando el superior de Sang-hyun en el monasterio solicita un poco de sangre de vampiro para que sus ojos puedan curarse y pueda ver el mundo antes de morir, Sang-hyun huye disgustado del monasterio. Se muda a la casa de la Sra. Ra para poder acostarse en secreto con Tae-ju. Sang-hyun nota moretones en Tae-ju y asume que su esposo es la causa, una sospecha que ella confirma tímidamente. Sang-hyun decide matar a Kang-woo durante un viaje de pesca con la pareja. Tira de Kang-woo al agua y le dice a su superior que colocó el cuerpo dentro de un gabinete en una casa en el fondo del lago, poniendo una roca sobre el cuerpo para evitar que flote hacia la superficie. Los síntomas de Sang-hyun regresan, por lo que mata a su superior en el monasterio y se alimenta de su sangre.
Se produce una investigación policial. La Sra. Ra bebe a menudo después de la muerte de su hijo, hundiéndose psicosomáticamente en un estado completamente paralizado. Sang-hyun y Tae-ju están obsesionados por aterradoras visiones del cadáver hinchado de Kang-woo. Cuando Tae-ju deja escapar que Kang-woo nunca abusó de ella, Sang-hyun se enfurece porque solo mató a Kang-woo para protegerla. Con los ojos llorosos, le pide a Sang-hyun que la mate y la deje regresar con su esposo. Él obedece rompiéndole el cuello, pero después de alimentarse de su sangre, decide que no quiere estar solo para siempre y alimenta su cadáver con su propia sangre. Ella despierta como un vampiro. La Sra. Ra, tirada al suelo por un ataque, es testigo de todo.
Tae-ju rápidamente se muestra a sí misma como un monstruo despiadado, que mata indiscriminadamente para alimentarse, mientras que Sang-hyun actúa de manera más conservadora y solo mata cuando es necesario. Su ética conflictiva da como resultado una persecución por los tejados y una breve batalla. Algún tiempo después, la Sra. Ra logra comunicar a los amigos de Kang-woo que Sang-hyun y Tae-ju mataron a su hijo. Tae-ju se deshace rápidamente de dos de los amigos y Sang-hyun parece eliminar al tercero. Al darse cuenta de la gravedad de la situación, Sang-hyun le dice a Tae-ju que deben huir o ser atrapados. Sang-hyun luego coloca a la Sra. Ra en su automóvil y, con Tae-ju, conduce en la noche. Antes de salir de la ciudad, hace una visita al campamento de adoradores que lo consideran el superviviente milagroso de los vehículos eléctricos. Hace que parezca que trató de violar a una niña, lo que lleva a los campistas a ahuyentarlo, ya no lo idolatran.
De vuelta en la casa, el tercer amigo escapa, a quien Sang-hyun solo fingió matar para protegerla de Tae-ju. Al despertar de una siesta en el automóvil, Tae-ju se da cuenta de que Sang-hyun ha conducido a un campo desolado sin cobertura del amanecer inminente. Al darse cuenta de su plan de hacer que ambos se quemen cuando amanezca, Tae-ju intenta esconderse, pero Sang-hyun frustra todos sus intentos. Resignándose a su destino, se une a él en el capó del automóvil y ambos son reducidos a cenizas por el sol, mientras la Sra. Ra observa desde el asiento trasero del automóvil.

## Reparto
- Song Kang-ho como Sang-hyun.
- Kim Ok-bin como Tae-ju.
- Kim Hae-sook como Lady Ra, suegra de Tae-ju.
- Shin Ha-kyun como Kang-woo.
- Park In-hwan como el sacerdote Roh
- Song Young-chang como Seung-dae.
- Oh Dal-su como Young-du.
- Ra Mi-ran como enfermera Yu.
- Eriq Ebouaney como Immanuel.
- Hwang Woo-seul-hye como mujer silbando.
- Mercedes Cabral como Evelyn.
- Choi Hee-jin como enfermera.
- Choi Jong-ryeol como anciano.

## Producción
Park ha declarado: «Esta película fue originalmente llamada The Bat (El murciélago) para transmitir una sensación de horror. Después de todo, se trata de vampiros. Pero también es más que eso. Se trata de la pasión y un triángulo amoroso. Creo que es única, porque no es sólo una película de suspenso, ni tampoco una película de terror, sino una historia de amor ilícito». Es la primera película coreana destinada al gran público en mostrar desnudez frontal masculina. La película ganó el Premio del Jurado en el Festival de Cannes 2009.